# Pabillonis
Pabillonis est une commune italienne d'environ 2 800 habitants située dans la province du Sud-Sardaigne, dans la région Sardaigne.

## Administration
| Période                                  | Période  | Identité    | Étiquette    | Qualité |
| ---------------------------------------- | -------- | ----------- | ------------ | ------- |
| 10 mai 2005                              | En cours | Marco Dessì | Lista Civica |         |
| Les données manquantes sont à compléter. |          |             |              |         |

### Hameaux
Foddi

### Communes limitrophes
Gonnosfanadiga, Guspini, Mogoro, San Gavino Monreale, San Nicolò d'Arcidano, Sardara

### Évolution démographique
Habitants recensés